# Xerocnephasia rigana
Xerocnephasia rigana is een vlinder uit de familie bladrollers (Tortricidae). De wetenschappelijke naam is voor het eerst geldig gepubliceerd in 1829 door Sodoffsky.
De soort komt voor in Europa.